# Aublain
Aublain (en wallon Åblén) est une section de la ville belge de Couvin située en Région wallonne dans la province de Namur. 
C'était une commune à part entière avant la fusion des communes de 1977. Aublain se trouve sur le territoire du Parc national de l'Entre-Sambre-et-Meuse (ESEM).

## Étymologie
868 Alblinium
L'origine du nom est obscure. Aublain devrait son nom à une racine préceltique ALB.
Écrit Alblinium en 868, le nom d'Aublain se décompose en Alb-el-inium, et signifie "le domaine de la hauteur, sur la montagne".
Une autre version consiste à dire que dans un acte d’échange du chapitre d’Arras, daté de 1217, figure parmi les témoins Nicolas d’Ablaing, chevalier. Car, à partir du XIe siècle, la disparition de la domination des laïcs sur les églises semble avoir eu pour conséquence la multiplication de seigneuries et l’apparition des tours de chevaliers.

## Géographie
La commune est bornée au nord par Boussu-en-Fagne, à l'est et au sud par Dailly, au sud-est par Baileux et à l'ouest par Lompret.

## Évolution démographique
- Source: DGS, 1831 à 1970=recensements population, 1976= habitants au 31 décembre

## Histoire
Village situé sur un éperon dominant l’Eau Blanche, c'est un site probablement fortifié à l’époque romaine. Mentionné en 869 dans le polyptyque de l’abbaye de Lobbes, il passe ensuite en possession du comte de Hainaut. Baudouin de Hainaut, partant en croisade, le vend avec Couvin en 1096 à Otbert, prince-évêque de Liège.
Au XVe siècle, deux seigneuries se constituent : la plus importante, la seigneurie de la Tour, à laquelle est attachée le titre de vicomté, possédée par la famille d’Aublain puis celle de Senzeilles et jusqu’à la fin de l’Ancien Régime par celle de Groesbeeck. L’autre, la seigneurie d’Aublain, est détenue par les seigneurs de Florennes, de Pesche au XVIe siècle, et finalement réunie à la vicomté en 1683.

## Patrimoine et culture

### Patrimoine architectural
- Paroisse Saint-Lambert à la collation de l’abbaye de Floreffe. L’église a été reconstruite en 1755 par l’architecte Jean-Baptiste Chermanne[2].
- Chapelle Notre-Dame du Rosaire. Datant de la 1re moitié du XVIIe siècle[3], rue des Arzières.
- Ferme du Moulin. Située dans le bas du village, ensemble en L datant du XVIIIe siècle[3].
- Ancien presbytère; rue du Culot, désaffectée en 1979, dépendance de l'abbaye de Floreffe jusqu'à la fin de l'Ancien Régime[4].
- Moulin d'Aublain. Situé près de l'Eau Blanche jadis de la 1re moitié du XVIIIe siècle[5].

## Économie
L'économie est essentiellement agricole, le moulin banal et une brasserie sont en activité jusqu’au début du XIXe siècle.